# Фильваров, Генрих Иосифович
Генрих Иосифович Фильваров (30 апреля 1927, Зиновьевск — 9 октября 2015, Киев) — советский и украинский архитектор, директор киевского Института урбанистики, профессор. Действительный член Украинской академии архитектуры, почетный член Международной академии архитектуры. Автор генеральных планов Киева 1986 и 2002 годов. Член Президиума Еврейской Конфедерации Украины и глава Комитета сохранения еврейского наследия.

## Биография
В 15 лет пошел добровольцем на фронт, а в 17 стал Кавалером ордена Отечественной войны. С 1941 по 1944 — на фронте.
Окончил Киевский инженерно-строительный институт по специальности «инженер-архитектор» (1950). Учился у И. Каракиса. Был главным архитектором города Кемерово в Сибири (1950—1956).
В 1956 году вернулся в Киев. Проектировал крупные промышленные предприятия на Украине. С 1966 года в Государственном институте проектирования городов. Соавтор генеральных планов городов Украины, Казахстана, Западной Сибири. С начала 1970-х гг — руководитель отдела в КиивНДПИмистобудування, впоследствии — заместитель директора по научной работе. Разрабатывал генеральные планы Киева 1986 и 2002 годов. С 1988 года руководил разработкой генеральной схемы расселения и развития городов Кубы.
С 1991 года возглавил киевский Институт урбанистики. Принимал участие в разработке законодательных актов и нормативных документов по градостроительству, в частности закона «Об основах градостроительства», концепции устойчивого развития городов Украины. Преподавал на архитектурном факультете Киевского художественного института, Киевского инженерно-строительного института. Возглавлял комитет по сохранению еврейского наследия Украины.
25 апреля 2007 года на заседании градостроительного совета Киевглавархитектуры в качестве главного архитектора проекта выступил с докладом о градостроительном обосновании внесения изменений в градостроительную документацию по размещению объектов на территории от моста им. Е. Патона вдоль Набережно-Печерской дороги до обреза воды р. Днепр.

## Публикации
Автор 4 монографий, более 150 научных работ, среди них:
- Юрий Петрович Бочаров, Генрих Иосифович Фильваров. Производство и пространственная организация городов. — Москва : Стройиздат, 1987. — 256 с.
- Фильваров Г. Генрих Фильваров: Невозможно жить в двадцать первом веке, а строить так, как в девятнадцатом : [Беседа с директором Киевского института урбанистики Фильваровым Г. / Записал Захожий С.] Будмайстер 2003 № 3 - C.4-5.
- Статья в газете «Возрождение-XXI век» № 28-29, 2002 г.
- Развитие нормативной базы архитектурноградостроительного проектирования / Ю. П. Бочаров, Г. И. Фильваров // Проектирование и инженерные изыскания. — М.: Стройиздат, 1987, № 6. — С. 19-21.
- Градостроительство и экономия энергоресурсов / Ю. П. Бочаров, В. П. Крыжановский, Г. И. Фильваров // Архитектура СССР, 1983, № 12. — С. 47-49, 60.
- Взаимодействие экономических и социальных факторов развития населённых мест / Ю. П. Бочаров, Г. И. Фильваров // Достижения и перспективы. Региональные системы, № 2. — М.: МЦНТИ, Ком. по системному анализу, 1983. — С. 80-86.
- Многомерная оценка социально-производственного потенциала поселений Западного Казахстана / Ю. П. Бочаров, Г. И. Фильваров // Достижения и перспективы, вып. 26. Города и системы расселения, № 4. — М.: МЦНТИ, Ком. по системному анализу, 1982. — С. 25-31.
- Оценка социально-производственного потенциала городов в системе расселения / Ю. П. Бочаров, Г. И. Фильваров // Известия ВУЗов. Строительство и архитектура. — Новосибирск, 1982, № 12. — С. 54-58.
- К методике учёта взаимодействия экономических и социальных факторов в развитии населённых мест / Ю. П. Бочаров, Г. И. Фильваров // Градостроительные проблемы в условиях жаркого климата. — Ташкент, 1981.

Генрих Иосифович разрабатывал законодательные акты и нормативные документы по градостроительству, к примеру закон «Об основах градостроительства», а также концепции устойчивого развития городов Украины.

## Семья
Женат. Имеет двух дочерей.